# Paraphyola crucifera
Paraphyola crucifera är en tvåvingeart som beskrevs av Friedrich Georg Hendel 1909. Paraphyola crucifera ingår i släktet Paraphyola och familjen fläckflugor.
Artens utbredningsområde är Peru. Inga underarter finns listade i Catalogue of Life.